# Aerocancun
Aerocancun era una compagnia aerea fondata nel 1988 in Messico.

## Storia
Questa compagnia aerea charter aveva sede a Cancún, nello stato di Quintana Roo, e operava dei voli charter verso le città principali degli Stati Uniti e in Canada, tra cui Miami, New Orleans, New York, Oakland, Boston, Pittsburgh, Calgary ed Edmonton. Aerocancun possedeva anche rotte verso l'Europa, cancellate nel 1994 a causa di problemi finanziari causati da una recessione economica. Nel 1994/1995 la compagnia aerea si concentrò sul mercato sudamericano. Aerocancun era di proprietà di un gruppo di albergatori messicani e della compagnia aerea spagnola Oasis Airlines. Quando il gruppo Oasis crollò alla fine del 1996, Aerocancun dichiarò bancarotta.

## Flotta
La flotta di Aerocancun era composta dai seguenti velivoli:
- Airbus A300-600
- Airbus A310-300
- McDonnell Douglas DC-10
- McDonnell Douglas MD-80/MD-90 ed MD-83